# Hindsboro
Hindsboro és una població dels Estats Units a l'estat d'Illinois. Segons el cens del 2000 tenia 361 habitants.

## Demografia
Segons el cens del 2000, Hindsboro tenia 361 habitants, 138 habitatges, i 93 famílies. La densitat de població era de 449,6 habitants/km².
Dels 138 habitatges en un 31,9% hi vivien nens de menys de 18 anys, en un 57,2% hi vivien parelles casades, en un 5,8% dones solteres, i en un 32,6% no eren unitats familiars. En el 29% dels habitatges hi vivien persones soles el 18,1% de les quals corresponia a persones de 65 anys o més que vivien soles. El nombre mitjà de persones vivint en cada habitatge era de 2,49 i el nombre mitjà de persones que vivien en cada família era de 3,12.
Per edats la població es repartia de la següent manera: un 25,8% tenia menys de 18 anys, un 8,3% entre 18 i 24, un 25,8% entre 25 i 44, un 23,3% de 45 a 60 i un 16,9% 65 anys o més.
L'edat mediana era de 40 anys. Per cada 100 dones de 18 o més anys hi havia 97,1 homes.
La renda mediana per habitatge era de 32.604 $ i la renda mediana per família de 36.023 $. Els homes tenien una renda mediana de 30.250 $ mentre que les dones 18.636 $. La renda per capita de la població era de 14.014 $. Aproximadament l'11,8% de les famílies i el 16% de la població estaven per davall del llindar de pobresa.

## Poblacions més properes
El següent diagrama mostra les poblacions més properes.